# 렉스 리검 퀀
렉스 리검 퀀(Rex Regum Qeon)은 인도네시아의 종합 프로게임단이다.

## 연혁

### 발로란트
- 2020년 8월 8일 : Rex Regum Qeon 창단

## 소속 선수

### 발로란트
- 감독 :
- 코치 :

| 이름                 | 아이디    | 비고 |
| -------------------- | --------- | ---- |
| 제임스 구피오        | 2ge       |      |
| 데이비드 모나긴      | Tehbotol  |      |
| 에롤 줄 델핀         | EJAY      |      |
| 엠마누엘 모랄레스    | Emman     |      |
| 사이바니 라마드      | fl1pzjder |      |
| 크리스틴 예슈룬 테우 | Lmemore   |      |

## 주요 성적

### 발로란트
- 2022년
  - 2022 발로란트 챌린저스 필리핀 스테이지 2 3위
  - 2022 발로란트 챌린저스 아시아 퍼시픽 스테이지 2 11위
- 2023년